# Europska migracijska kriza 2015.
Europska migracijska kriza 2015. naziv je migracije stanovnika afričkih i azijskih zemalja prema državama Europske unije. Migranti su na početku bili iz država pogođenih ratnim uvjetima nastalim stvaranjem Islamske države Iraka i Levanta, tj. Iraka i Sirije, ali su se s vremenom migrantima iz nužde priključili i ekonomski migranti iz ostalih azijskih i afričkih ekonomski slabo razvijenih država.
Migracijska kriza započela je 2015. godine kao jedna od posljedica uspona Islamske države i pogoršanja odnosa između država Bliskog istoka, što je dovelo do pogoršanja gospodarskog sustava u tim zemljama. Većina izbjeglica i, poslije, ekonomskih useljenika, došla je iz većinski muslimanskih zemalja Zapadne Azije, Pakistana i subsaharske Afrike te su uglavnom bili suniti i šijiti te u manjem udjelu i kršćani te jazidi. Prema podatcima Visokog povjerenika UN-a za izbjeglice, za razdoblje od siječnja 2016. pa nadalje, prema narodnosti se najviše useljenika izjasnilo Sirijcima, Afganistancima, Nigerijancima i Iračanima.

## Pravni status migranata
Pravni status migranata ovisi o uzroku migracije svakog migranta.
- azilanti - ako je osoba emigrirala iz svoje države zbog neposredne ratne opasnosti, takvi se ljudi smatraju ratnim izbjeglicama i prema međunarodnom pravu svaka im je država dužna osigurati pravo na azil. Članak 14. UN-ove Opće deklaracije o pravima čovjeka glasi:

- radni emigranti - ako je osoba emigrirala iz svoje države radi povoljnije ekonomske budućnosti. Radni odnosno ekonomski migranti nemaju pravo na azil, te ih se može deportirati u najbližu prethodnu državu gdje im sigurnost nije ugrožena.

## Kronologija

### 2015.
- 30. rujna 2015. - od početka migracijske krize na područje RH ušlo je više od 88.500 migranata[6]
- 13. listopada 2015. - od siječnja 2015. do kraja rujna 2015. u Italiju je stiglo 132.071 migranata, što je nešto manje nego u prvih 9 mjeseci 2014. kad ih je stiglo 138.796. Po državama podrijetla, iz Eritreje je 35 tisuća, Nigerije malo manje od 18 tisuća, Somalije 10 tisuća, Sudana 8 tisuća i Sirije 7 tisuća.[7]
- 14. listopada 2015. - od početka migracijske krize na područje RH ušlo je 174.297 migranata[8]
- 15. listopada 2015. - od početka migracijske krize na područje RH ušlo je 180.537 migranata[8]
- 16. listopada 2015. - od početka migracijske krize na područje RH ušlo je 186.093 migranata[8]
- 17. listopada 2015. - od početka migracijske krize na područje RH ušlo je 192.529 migranata[8]
- 18. listopada 2015. - od početka migracijske krize na područje RH ušlo je 197.000 migranata[8]
- 19. listopada 2015. - od početka migracijske krize na područje RH ušlo je 200.577 migranata[8]
- 20. listopada 2015. - od početka migracijske krize na područje RH ušlo je 204.126 migranata.[8]

## Epidemiološka situacija
Tijekom srpanjskih vrućina u Srbiji je vladala zabrinutost zbog moguće zaraze bolestima koje donose ilegalni imigranti, u Hrvatskoj tada takav strah nije postojao. Epidemiolozi u Srbiji su upozoravali da migranti koji u velikom broju prolaze kroz Srbiju na putu prema Mađarskoj donose opasne i zarazne bolesti, a kao najveću prijetnju isticali su širenje dječje paralize te tvrdili da se može očekivati i malarija, ptičja gripa te zaraza virusom Zapadnog Nila, dok se u Hrvatskoj tvrdilo da nema takvih opasnosti, iako su stručnjaci stalno bili oprezni. Osobe koje su u Hrvatskoj zatečene u ilegalnom prelasku granice, u pravilu se nije vodilo na liječnički pregled, osim ako nisu imale vidljivih tjelesnih ozljeda ili ako osobe same nisu zatražile liječničku pomoć, i te se osobe uglavnom vodilo u najbližu zdravstvenu ustanovu. Zakon o zaštiti pučanstva od zaraznih bolesti nalaže da bi se zdravstveni nadzor, morao provoditi nad osobama koje u Hrvatsku dolaze iz država u kojima postoje malarija, kolera, virusne hemoragijske groznice i ostale bolesti određene međunarodnim ugovorima te nad osobama koje dolaze u Republiku Hrvatsku kao tražitelji azila, azilanti i osobe pod supsidijarnom ili privremenom zaštitom. Budući da policajci teško mogu prepoznati zarazne bolesti, postoji rizik od zaraze u didiru s migrantima Policajci pri pregledu osoba kao i njihovih dokumenata i stvari obvezno imaju zaštitne rukavice, po potrebi i zaštitnu masku a u pripremi su bila jednokratna zaštitna odijela. Za situacije ako se pojave zarazne bolesti koje se rijetko pojavljuju, Hrvatski zavod za javno zdravstvo daje pravila postupanja s detaljnim uputama za policajce.
Na opasnosti donošenja zaraznih bolesti upozorio je češki predsjednik Miloš Zeman 31. kolovoza i bivši poljski premijer Jaroslaw Kaczynski na predizbornom skupu 14. listopada 2015., upozorivši da migranti koji sada stižu u Europu donose bolesti koje bi mogle naškoditi lokalnom stanovništvu. Istaknuo je postojanje znakova pojave vrlo opasnih bolesti koje dugo nisu viđene u Europi poput kolere na grčkim otocima, dizenterije u Beču, raznih vrsta nametnika, protozoa koji nisu opasni u organizmima migranata, ali koji bi mogli biti opasni kod europske primateljske populacije. Naglasio je da se zbog toga ne smije diskriminirati ljude, ali se mora obavljati temeljita zdravstvena provjera.
Krizni stožer hrvatskog ministarstva zdravstva u obavijesti od 16. rujna 2015. dao je procjenu rizika od zaraznih bolesti na osnovi prikaza epidemiološke situacije Svjetske zdravstvene organizacije. Iz zemalja iz kojih se očekuje najveći broj migranta kao što su Sirija, Afganistan, Eritreja i druge azijske i afričke države prisutan je mogući rizik zaražavanja od sljedećih zaraznih bolesti : trbušni tifus, malarija, leishmanijaza, ospice, meningitisi, pertussis, tuberkuloza, bruceloza, akutne mlohave kljenuti, scabies, ušljivost, povratna groznica, kožna difterija i druge. Glede duljine i uvjeta putovanja migranata moguće je očekivati i akutne dijarealne i akutne respiratorne bolesti koje će zahtijevati hitno medicinsko zbrinjavanje, pa je ministarstvo izdalo postupnik za rad s migrantima.

## Podatci o državama kroz koje migranti prolaze

### Problematika migracija sa stajališta država
Migracija stanovništva iz siromašnijih država prema bogatijim je kontinuirana i postoji uvijek. Čimbenici poput ratova ili ekonomskih kriza jačaju intenzitet migracija. Razvijene države s velikim brojem stanovnika u pravilu žele određeni stupanj prirasta stanovništva kako bi zadržale dovoljnu količinu radne snage na tržištu kako bi se razvojni potencijal iskoristio najviše moguće. Zato je Njemačka vrlo brzo po završenoj obnovi nakon Drugog svjetskog rata počela uvoziti strane radnike, bez obzira na to bili ti radnici iz Hrvatske, Srbije ili Turske. Takve potrebe za radnom snagom imaju i druge visokorazvijene države s velikim brojem stanovnika, no zemljopisni položaj svake države uvjetuje odnos prema poroznosti vlastitih granica. Sjedinjene Američke Države su slično Njemačkoj visoko razvijene i imaju velik broj stanovništva, pa sukladno tome imaju potrebu za radnom snagom i održavaju godišnju lutriju za useljenike (tzv. green card lottery). Budući da SAD ima dugu granicu s Meksikom, državom slabijeg ekonomskog potencijala od SAD-a, migracija stanovništva Meksiko->SAD odnosno Latinska Amerika->SAD postala je toliko jaka da su SAD dignule zid na svojoj granici s Meksikom. Podizanje zidova na granicama unutarnje je pitanje svake države, i iz sljedećeg popisa se jasno vidi da ne postoji korelacija zamišljenog visokog stupnja demokracije i zidova na granicama:
- Cipar - na Cipru zid koji dijeli otok na dva dijela postoji od 1974. godine[15]
- Izrael - u lipnju 2002. počela je izgradnja 650 km dugog zida sa Zapadnom obalom[15]
- SAD - američki zakonodavci su u jesen 2006. izglasovali tzv Secure Fence Act of 2006, kojim je predviđeno podizanje zida duljine oko 1100 km.[16] Do siječnja 2010. završen je projekt gradnje zida između San Diega u Californiji i Yume u Arizoni. Zid je betonski, visok 6,4 m (21 stopa) i ukopan je 1,8 m u zemlju.
- Grčka -  2012. godine podignut je zid od 10,5 kilometara na granici s Turskom
- Saudijska Arabija - 2006. godine je prvi put planirana gradnja zida prema Iraku,[15] rad na zidu dugom 965 km počeo je u rujnu 2014.[17]
- Bugarska - u rujnu 2014. na granici s Turskom dignuto je 30 km zida, planirana duljina zida je 160 km
- Mađarska - u srpnju 2015. započeta je gradnja žičanih prepreka prema Srbiji,[18] koja je dovršena 29. kolovoza 2015., gradnja drvene barijere visoke četiri metra trajat će još nekoliko mjeseci[19] potom je žičana ograda u rujnu dignuta i prema Hrvatskoj
- Turska - kolovoz 2015. - Turski mediji objavili su da su turske vlasti započele izgradnju 45 kilometara dugog betonskog zida na granici sa Sirijom.[20]

Europska komisija je protiv gradnje zidova na granicama članica EU. Istovremeno članice EU poput Njemačke i Austrije traže od tranzitnih država da nadziru svoje granice. To je moguće ili pojačanim nadzorom aktiviranjem dodatnih ljudskih resursa, policije i vojske; ili gradnjom prepreka kako bi se zahtjev za dodatnim ljudskim resursima minimizirao. Hrvatski je premijer odabrao treću, nepostojeću varijantu - preuzimanje funkcije tranzitnog koridora, po potrebi blokiranje svog međudržavnog prometa (sa Srbijom) i slanje migranata u susjedne države (Mađarsku i Sloveniju) s dogovorom ili bez njega Takav pristup izazvao je kritike svih pogođenih susjednih država, direktna slovenska osuda hrvatske politike iz listopada 2015. glasi: Namjera slovenske vlade je, kako je navela televizija, da Europskoj uniji pošalje jasnu poruku da je za rušenje prije dogovorenog sustava prihvaćanja izbjeglica kriva Hrvatska.

### Grčka
U ožujku 2012. su Njemačka i Austrija zatražile od Grčke da pooštri imigracijski nadzor na svojim granicama, jer je iz Turske preko Grčke u EU-Schengen ulazilo tjedno i do 2.000 imigranata.
Grčka je do kraja 2012. godine podignula zid od 10,5 kilometara na granici s Turskom. Za konstrukciju 4-metarskog zida od bodljikave žice bila je potrebna skoro jedna godina, trošak je bio 3 milijuna eura. Veći dio granice Grčke i Turske od nešto više od 200 km leži na rijeci Marici (185 km), nakon što je oko 100.000 migranata uhićeno pri ilegalnom ulasku u Grčku tijekom 2011. godine, odlučili su napraviti ogradu na granici koja se nalazi na lako prohodnom zemljištu čime se dobio zid od 10,5 kilometara. Europska komisija odbila je sufinancirati gradnju grčkog zida.

### Makedonija
U lipnju 2015. u Makedoniji su usvojeni amandmani na zakon o azilu, kojima migranti imaju 72 sata za traženje azila u Makedoniji, a nakon kojih moraju napustiti teritorij Makedonije ako nisu zatražili azil.
Od lipnja do kolovoza 2015. u Makedoniju je ušlo oko 40.000 migranata. Zbog masovnog priljeva migranata makedonska je policija u kolovozu 2015. rabila suzavac kako bi situaciju dovela pod nadzor. Makedonska je vlada 20. kolovoza 2015. proglasila izvanredno stanje na sjevernim i južnim granicama te rasporedila vojnike kako bi pomogli u rješavanju rastuće krize.

### Mađarska
Odnos hrvatskog predsjednika Vlade i predsjednice RH prema Mađarskoj ide od dobrosusjedskog i prijateljskog odnosa predsjednice do kritičnog i ignorantskog odnosa Zorana Milanovića; kao uvod u svoj moralizatorski pristup Milanović je prvo srbijanskom premijeru poručio iz rasističkog vica "šaraj malo brate", što se u međudržavnim odnosima gdje vlada pravilo regnum regno non praescribit leges ne pristoji. Potom je krajem rujna Milanović poručio "kako Hrvatska ne širi histeriju i ne gradi žičane ograde" što se može protumačiti samo kao kritika Mađarske. Predsjednica Kolinda Grabar-Kitarović je u listopadu dogovorila povratak hrvatskog vlaka iz Mađarske (onaj u kome su bili uhićeni hrvatski policajci).
Na novo Milanovićevo vrijeđanje od 9. listopada 2015. reakcija je bila prosvjedna nota iz Mađarske.

### Hrvatska
Vlada RH se pokazala nepripremljena za migrantsku krizu, naime mađarska policija je u rujnu uhitila hrvatske policajce koji su bili osiguranje migrantima na putu u Mađarsku bez prethodnog dogovora s mađarskim vlastima, u nekim slučajevima je reagirala nekorektno prema svojim susjedima na što su došle kritike Vladi iz Hrvatske i susjednih država, Mađarske, Slovenije i Srbije, a došlo je i do određenog zahlađenja odnosa s Mađarskom.
S obzirom na količinu kritika i skore izbore ministar Ostojić se od kritika pokušao braniti.
Na znanstvenome skupu "Velike migracije i Republika Hrvatska", održanome 14. listopada 2015. u palači Hrvatske akademije znanosti i umjetnosti predsjednik HAZU akademik Zvonko Kusić rekao je: "kako se radi o globalnome problemu koji treba rješavati sustavno, a ne stihijski, vodeći računa o sigurnosnim, političkim i ekonomskim implikacijama, kao i o ograničenim kapacitetima Hrvatske".

Zbog mogućnosti otvaranja tzv. "južne rute" premijer Milanović i ministar Ostojić donijeli su odluku o izgradnji sabirnog centra, kako bi Hrvatska bila spremna u slučaju otvaranja te rute. Tako je predsjedniku HDZ-a Tomislavu Karamarku bio onemogućen pristup na poluotok, gdje je bila postavljena rampa s policijskim nadzorom, pri čemu je izjavio:
 Na događaj je reagirao i tajnik HDZ-a Milijan Brkić: 
30. rujna hrvatska predsjednica Kolinda Grabar-Kitarović je pred općom skupštinom UN-a predstavila svoj plan rješenja migrantske krize.
Sljedećeg dana, 1. listopada, Grabar-Kitarović se susrela s mađarskim premijerom Viktorom Orbanom, kako bi razmotrili i donijeli odredbu o rješenju pitanja migrantske krize. Nakon susreta dala je i izjavu za novinare:
Pozitivno je što Milanović nema namjeru podizanja zidova na granicama Hrvatske, ali nevjerojatnu nespremnost na dogovor s predsjednicom oko postizanja boljeg nadzora granice mogućom uporabom vojske negativno implicitno komentira čak i bivši predsjednik Josipović, iako s Milanovićem dijeli svjetonazor; Vlada i predsjednica moraju surađivati, a ne se prepucavati preko medija.
Jednu godinu nakon početka vala migranata u hrvatskim novinama pojavila se vijest o povratku veće količine migranata iz bogatijih država EU u zemlju prvog ulaska u EU, Hrvatsku. Uz postojeću prenapučenost, novi imigranti i dalje pristižu: Uza sve te probleme, na istočnim se granicama okuplja sve veći broj migranata. Trenutačne su procjene da ih je u Bugarskoj 10.000, odakle pokušavaju prijeći u Srbiju, gdje također nekoliko tisuća migranata pokušava naći put prema Zapadu.

### Austrija
27. kolovoza 2015. u napuštenom kamionu pronađena 71 mrtva osoba, od kojih tijela 59 muškaraca, osam žena i četvero djece, a policija je izvijestila da su migranti bili iz Sirije te su se vjerojatno ugušili u kamionu. Nakon dojave, već sljedećega dana austrijska policija je provela istragu i uhitila sedam osoba pod sumnjom da su krivi za smri 71 osobe u kamionu ili upleteni u smrt 71 osobe u nju. Njemačka kancelarka Angela Merkel na summitu zemalja Srednje Europe (tzv. Zapadnog balkana) rekla je da je potresena smrću desetaka imigranata na ovakav način:
 Prema rezultatima istrage, hladnjača od 7,5 tona je u ranim jutarnjim satima u srijedu krenula iz Budimpešte, a oko devet sati bila je na mađarsko-austrijskoj granici, koju je prešla tek tijekom noći. U četvrtak rano ujutro, između pet i šest sati, kamion je ostavljen u zaustavnoj traci na autoputu A4 kod austrijskog mjesta Parndorf. Nisu objavljene nikakve informacije o identitetu, dobi i zemljama iz kojih su došle osobe koje su bile u kamionu, a na jednoj strani kamiona bila je vidljiva velika pukotina. Policija nije dala službeno objašnjenje oštećenja, ali austrijski mediji su nagađali kako je oštećenje nastalo dok su zatočeni migranti očajnički pokušavali pobjeći i doći do zraka. Nakon što je kamion pronađen, u Bugarskoj je uhićen Cvetan Cvetanov, vozač kamiona, koji je bio optužen za ubojstvo iz nehaja i prijetilo mu je izručenje Austriji.

### Slovenija
Slovenija je 20. rujna 2015. obustavila međunarodni željeznički promet s Hrvatskom.

### Slovačka
Slovačka vlada izglasovala je 14. listopada 2015. odluku da će poslati 50 policajaca u pomoć susjednoj Mađarskoj u nadzoru broja migranata koji prelaze mađarsku državnu granicu i južnu granicu Europske unije.

### Češka
Češki predsjednik Miloš Zeman u izjavi za javnost upozorio je da prijam izbjeglica s Bliskog istoka i sjeverne Afrike na teritorij Češke nosi sa sobom tri velike opasnosti – širenje zaraznih bolesti, terorizam Islamske države tj. “ćelije” Islamske države, njihovi “agenti spavači” i stvaranje novih geta.

### Danska
9. rujna 2015. grupa migranata iz Njemačke, prošla je dansko-njemačku granicu u želji i nadi da će se domoći Švedske, sukobila se s policijom na željezničkoj postaji u mjestu Padborg. Nakon tog sukoba Danska je zatvorila sve željezničke i cestovne prilaze uz njemačko-dansku granicu te postavila policiju uz granicu.
Kraljevina Danska je tokom velike migrantske krize 2015. godine, pružila znatan otpor prijemu migranata. Od svih evropskih država, Danska ima najstrožija pravila po pitanju traženja azila i najdugotrajniju proceduru za njegovo stjecanje u toj državi. Nakon održanih općih izbora u Danskoj 2015. godine, vlada Danske u Kopenhagenu donijela je novi zakon kojim se bitno smanjuje socijalna pomoć migrantima i tražiteljima azila s ciljem obeshrabljenja migranata da se trajno zadrže na njenoj teritoriji. Ovaj zakon je rezultat insistiranja jednog dijela desnice u Danskoj, Danske narodne stranke (DPP) koja na migrante ne gleda blagonaklono. I dok je desnica konstantno izražavala stavove sa ksenofobičnim elementima, ljevica je u to vrijeme organizirala nekoliko građanskih prosvjeda kojima je pristupilo više od 2.000 ljudi u glavnom gradu Danske, Kopenhagenu. Zabilježeni su brojni incidenti na prosvjedima od građana koji su protiv ulaska migranata u njihovu državu. Ali, dokaz da dekadencija ljudskosti u slučaju Danske nije potpuna u prilog ide činjenica i da je nemali broj Danaca zajedno s migrantima na ulicama glavnog grada tada plesalo uz transparente migranata na kojima je pisalo: „Danski narode, hvala vam za podršku“.
Međutim, na njemačko-danskoj granici, vlasti su kao u ranije doba kada Šengenski prostor nije postojao postavili granicu s ciljem kontrole ulaska migranata. Tu su zabilježeni mnogi incidenti. Jedna skupina migranata je počela bježati od policije u obližnje šume, a nakon što su privedeni i izjasnili se da neće podnijeti zahtjev za azil u Danskoj zbog klime i loših društvenih stavova prema njima, zabranjen im je ulazak na danski teritorij u trajanju od dvije godine. Vlada Danske objavila je oglas s ciljem obeshrabljenja migranata da dolaze u nju. Međutim, nekolicina Danaca i Dankinja se odvažila doći na njemačko-dansku granicu vlastitim automobilima, noseći hranu i ostale potrepštine migrantima. S obzirom na to da je Kraljevina Švedska obećala davanje azila svima, mnogi Danci i Dankinje su uspjeli vlastitim automobilima prevesti migrante do Malmea. Osim automobilima, oni su migrante prevozili i čamcima do švedske obale baš kao što su to činili u Drugom svjetskom ratu, prevozeći Židove do sigurnih obala Švedske. Mnogi danski dobročinitelji su bili uhapšeni jer se ilegalni prijevoz migranata smatra kriminalnim činom.
Mnogobrojni migranti su vraćeni na teritorij Savezne Republike Njemačke. Potezi Vlade Danske su okarakterizirani kao sramni, ksenofobični i neljudski.

### Finska
Finski mediji izvijestili su 13. rujna 2015. da lokalne vlasti procjenjuju da u državu dnevno ulazi po 300 azilanata iz Švedske, što je povećanje migracija 2,6 puta u odnosu na cijelo razdoblje prošle godine.
24. rujna 2015. više stotina Finaca iz mjesta Torneå prosvjedovalo je protiv migranata i napravilo ljudski zid na finskoj strani granice između Švedske i Finske. Jedan od sudionika prosvjeda je izjavio:

### Rusija
Tijekom migracijske krize u Rusiju je iz Norveške nelegalno ušlo 420 migranata, najčešće u malim skupinama i na biciklima prelazeći nenadzirana područja na sjeveru Rusije.

### Švedska
Tijekom krize, u Švedskoj su nevladine organizacije pokretale kampanje koje promiču suživot na način koji se jedino mogao opisati kao čudan i nenormalan.
Udrugu Individuell Människohjälp koja stoji iza ove kampanje financira švedska vlada novcem poreznih obveznika, kao i većinu takvih udruga. Švedska je prošle godine primila više imigranata po glavi stanovnika od bilo koje europske zemlje.
Švedska profesorica etike, Ann Haberlein, izjavila je da su plavokosi ljudi u Švedskoj metom rasističkog zlostavljanja i nasilja od strane „ljudi ne-europskog porijekla.“ Primjeri koje je navela bili su upozoravajući: radilo se o ubojstvu, odnosno odrubljivanju glave majci i njenom sinu u IKEA-i, gdje je počinitelj, imigrant iz Eritreje, priznao da je odabrao njih za žrtve jer su „izgledali švedski“. Drugi slučaj na koji je Haberlein ukazala bilo je nasilno grupno silovanje u Strägnäsu, gdje su napadači vrijeđali svoju žrtvu riječima „Je..t ću te mala švedska curice!“
Švedska država se iznimno slabo ili gotovo nikako nije nosila sa spomenutim teškoćama, a prema izvješćima iz jeseni 2016. potvrđeno je kako policija više nije imala nadzor nad mnogim predgrađima velikih gradova, spominjalo se čak 55 tzv. no-go zona u Švedskoj. Policiju i druge javne službe stalno se napadalo, vandalizam, trgovina drogom i seksualni napadi su znatno porasli tijekom2016. godine. Brojne poteškoće pojavile su se zbog problema višenarodnosti useljenika i velikih kulturnih razlika između njih i starosjedilaca Šveđana:
Nakon što je tijekom noći u prelasku s 19. i 20. veljače 2017. u štokholmskom kvartu Rinkebiju, gdje su bili smješteni migrantii arapski useljenici, zapaljeno na desetke osobnih vozila i opljačkano nekoliko trgovina te napadnuta policijska postaja, Švedska je objavila izvanredno stanje za glavni grad i cijelu zemlju. Policija je sljedećeg dana potvrdila kako je u napadima sudjelovalo 50 useljenika te da su u neredima ozljeđena dva civila švedske narodnosti i nekoliko policajaca koji su dobili teže ozljede od udaraca kamenja.

## Posljedice
Kao posljedica reakcija pojedinih država na priljev migranata (dizanje ograda, zatvaranje granica), javilo se kratkotrajno narušavanje međudržavnih odnosa između Srbije i Mađarske, Hrvatske i Srbije, kao i Hrvatske i Mađarske. Ovo se ogleda u privremenom onemogućavanju (ili otežanom omogućavanju) prolaska nemigrantima (osobama koje zakonito prelaze granicu) preko graničnih prijelaza Horgoš (Srbija - Mađarska), kao i diljem cijele granice Srbije i Hrvatske, što je prouzročilo privremeni tzv. "carinski rat" između Srbije i Hrvatske.

## Pitanje raspodjele migranata
EU je glasovanjem članica donijela odluku o preraspodjeli i premještaju migranata unutar zemalja EU-a. Ključ preraspodjele bila je veličina zemlje i ekonomska snaga. Odluka o raspodjeli donesena je kvalificiranom većinom među zemljama članicama EU, protiv su glasovale Češka, Mađarska, Rumunjska i Slovačka, uz suzdržani glas Finske.
Mađarska se nije dala zauzdati i nije dopustila ugrožavanje vlastita suvereniteta odlukom elite iz Bruxellesa, nego je pokrenula referendum o migrantskim kvotama. Vladin prijedlog dobio je potporu u parlamentu, odobrenje mađarskog Vrhovnog suda i na referendumu su se svi izašli građani izjasnili e protiv migrantskih kvota.